# Les Ormes (Viena)
Les Ormes és un municipi francès situat al departament de la Viena i a la regió de la Nova Aquitània. L'any 2007 tenia 1.557 habitants.

## Demografia

### Població
El 2007 la població de fet de Les Ormes era de 1.557 persones. Hi havia 624 famílies de les quals 166 eren unipersonals (65 homes vivint sols i 101 dones vivint soles), 182 parelles sense fills, 227 parelles amb fills i 49 famílies monoparentals amb fills.
La població ha evolucionat segons el següent gràfic:
Habitants censats

### Habitatges
El 2007 hi havia 757 habitatges, 635 eren l'habitatge principal de la família, 52 eren segones residències i 71 estaven desocupats. 701 eren cases i 56 eren apartaments. Dels 635 habitatges principals, 465 estaven ocupats pels seus propietaris, 154 estaven llogats i ocupats pels llogaters i 15 estaven cedits a títol gratuït; 6 tenien una cambra, 33 en tenien dues, 111 en tenien tres, 206 en tenien quatre i 279 en tenien cinc o més. 474 habitatges disposaven pel capbaix d'una plaça de pàrquing. A 264 habitatges hi havia un automòbil i a 305 n'hi havia dos o més.

### Piràmide de població
La piràmide de població per edats i sexe el 2009 era:
| Homes | Edats   | Dones |
| ----- | ------- | ----- |
| 0     | 95 o +  | 0     |
| 4     | 90 a 94 | 0     |
| 12    | 85 a 89 | 8     |
| 16    | 80 a 84 | 8     |
| 24    | 75 a 79 | 20    |
| 44    | 70 a 74 | 52    |
| 36    | 65 a 69 | 40    |
| 40    | 60 a 64 | 52    |
| 32    | 55 a 59 | 24    |
| 36    | 50 a 54 | 40    |
| 52    | 45 a 49 | 36    |
| 72    | 40 a 44 | 68    |
| 48    | 35 a 39 | 68    |
| 40    | 30 a 34 | 52    |
| 40    | 25 a 29 | 48    |
| 24    | 20 a 24 | 28    |
| 80    | 15 a 19 | 52    |
| 44    | 10 a 14 | 84    |
| 16    | 5 a 9   | 28    |
| 32    | 0 a 4   | 48    |

## Economia
El 2007 la població en edat de treballar era de 946 persones, 732 eren actives i 214 eren inactives. De les 732 persones actives 640 estaven ocupades (354 homes i 286 dones) i 92 estaven aturades (33 homes i 59 dones). De les 214 persones inactives 74 estaven jubilades, 58 estaven estudiant i 82 estaven classificades com a «altres inactius».

### Ingressos
El 2009 a Les Ormes hi havia 660 unitats fiscals que integraven 1.656 persones, la mediana anual d'ingressos fiscals per persona era de 17.223,5 €.

### Activitats econòmiques
Dels 53 establiments que hi havia el 2007, 1 era d'una empresa extractiva, 4 d'empreses alimentàries, 6 d'empreses de fabricació d'altres productes industrials, 9 d'empreses de construcció, 16 d'empreses de comerç i reparació d'automòbils, 2 d'empreses de transport, 2 d'empreses d'hostatgeria i restauració, 2 d'empreses financeres, 1 d'una empresa immobiliària, 5 d'empreses de serveis, 3 d'entitats de l'administració pública i 2 d'empreses classificades com a «altres activitats de serveis».
Dels 17 establiments de servei als particulars que hi havia el 2009, 1 era una gendarmeria, 1 oficina de correu, 1 una oficina bancària, 4 tallers de reparació d'automòbils i de material agrícola, 5 paletes, 1 guixaire pintor, 1 fusteria, 1 electricista, 1 perruqueria i 1 restaurant.
Dels 9 establiments comercials que hi havia el 2009, 1 era una gran superfície de material de bricolatge, 1 una botiga de menys de 120 m², 4 fleques, 1 una carnisseria, 1 una llibreria i 1 una botiga de material esportiu.
L'any 2000 a Les Ormes hi havia 23 explotacions agrícoles que ocupaven un total de 1.700 hectàrees.

## Equipaments sanitaris i escolars
El 2009 hi havia 1 farmàcia i 1 ambulància.
El 2009 hi havia una escola elemental.

## Poblacions més properes
El següent diagrama mostra les poblacions més properes.